# إد شتاين
إد شتاين (بالإنجليزية: Ed Stein)‏ (28 سبتمبر 1955 جنوب أفريقيا جنوب أفريقيا - ) هو لاعب كرة قدم بريطاني يلعب كلاعب وسط.